# XIII Universiade invernale
La XIII Universiade invernale (Zimní univerziáda 1987) si è svolta dal 21 al 28 febbraio 1987 a Štrbské Pleso, nell'allora Cecoslovacchia.

## Medagliere
Paese ospitante 
| Pos.   | Paese            | Oro | Argento | Bronzo | Totale |
| ------ | ---------------- | --- | ------- | ------ | ------ |
| 1      | Cecoslovacchia   | 17  | 7       | 5      | 29     |
| 2      | Unione Sovietica | 6   | 8       | 4      | 18     |
| 3      | Austria          | 1   | 2       | 0      | 3      |
| 4      | Bulgaria         | 1   | 2       | 0      | 3      |
| 5      | Jugoslavia       | 0   | 1       | 6      | 7      |
| 5      | Stati Uniti      | 0   | 1       | 6      | 7      |
| 7      | Germania Est     | 0   | 1       | 2      | 3      |
| 8      | Svizzera         | 0   | 1       | 1      | 2      |
| 9      | Italia           | 0   | 1       | 0      | 1      |
| 9      | Giappone         | 0   | 1       | 0      | 1      |
| 11     | Canada           | 0   | 0       | 1      | 1      |
| 11     | Polonia          | 0   | 0       | 1      | 1      |
| Totale | Totale           | 25  | 25      | 26     | 76     |